# Bienvenida (Manuel Mejías y Rapela)
Pour les articles homonymes, voir Mejías et Bienvenida.
 Manuel Mejías y Rapela dit « Bienvenida », né à Bienvenida, dans la Province de Badajoz le 1er septembre 1884, mort le 14 octobre 1964 à Madrid était un matador espagnol, fondateur de la « dynastie » Bienvenida qui comprenait ses cinq fils, tous matadors : 
- Manuel Mejías y Jiménez Manolo Bienvenida (Bienvenida IV),
- Pepe Bienvenida (Bienvenida V),
- Raphael Mejías y Jiménez, (Bienvenida VI),
- Antonio Mejías y Jiménez Antonio Bienvenida (Bienvenida VII)
- Ángel Luis Bienvenida (Bienvenida VIII)

## Présentation
Fils du banderillero Manuel Mejías y Lujan, déjà surnommé « Bienvenida » d'après le nom de son lieu de naissance, il prit le même apodo. Son frère José, après un courte carrière de subalterne, a épousé une Française et s’est retiré à Châteaurenard (Bouches-du-Rhône). Il appartenait donc à Manuel de rendre célèbre l'apodo familial « Bienvenida » . 
Pour cela il commence à se faire remarquer par un organisateur de becerradas. Il débute à neuf ans, avec son frère aîné José, dans une « cuadrilla juvenil », il vient même toréer en France.
En 1902 il se présente à Madrid comme Novillero face à des taureaux de Villamarta. Et il reçoit l’alternative à Saragosse le 14 octobre 1905 face à des taureaux de Benjumea, avec pour parrain Algabeño qui lui cède le taureau « Huidor », et  pour témoin Lagartijo. Sa confirmation d’alternative a lieu le 14 mars 1906, face à un taureau de Miura. Excellent banderillero, il est aussi doué pour les fioritures inventives qui lui valent l’intérêt du public bien que son toreo soit de qualité irrégulière. Il est surtout excellent à l’estocade aussi bien a recibir qu’al volapié selon certains biographes. Pas toujours au mieux de sa forme au moment de l’estocade finale selon d’autres .

## Le grand tournant
En 1910, « Bienvenida » a atteint des sommets, le grand revistero Don Modesto l’a surnommé « El Papa negro » (« le Pape noir »), par allusion au général des Jésuites. Malheureusement, le 10 juillet de cette même année, « Bienvenida » décide d’affronter seul six taureaux de Trespalacios dans les arènes de Madrid. Voulant sans doute anticiper sur le toreo moderne, il tente de donner une passe haute au moment du passage du taureau qui l’accroche et lui déchire la cuisse très profondément. « Bienvenida » reste définitivement handicapé. Très diminué physiquement, il reçoit d’autres graves blessures dans les quelques corridas qu’il tente à nouveau. En 1917, il décide alors de s’exiler en Amérique du Sud où il accepte de participer à des spectacles mineurs pour gagner sa vie et élever ses enfants qu’il espère lancer très loin dans la profession. L’écrivain péruvien Felipe Sassone a raconté cet épisode de la vie de « Bienvenida » dans le livre Casta de toreros

## Papa apoderado
En 1924, « Bienvenida » met fin à sa carrière et il revient en Espagne pour lancer ses deux fils aînés. Il va dès lors gérer la carrière José et de Manolo en homme d’affaires avisé. Les deux aînés ont déjà toréé en Amérique du Sud, le ganadero José Atanasio Martín organise un festival à Coria del Rio pour les deux garçons qui obtiennent un tel succès que le syndicat des matadors fait promulguer par le gouvernement de Primo de Rivera une loi interdisant aux jeunes de moins de quinze ans de toréer. Bienvenida emmène aussitôt ses fils toréer en France. En 1927, dans une mise en scène  très «  show business », Manolo (« Manolito Bienvenida ») coupe la coleta de son père le 20 mars 1927 dans les arènes de Mexico en délire. Les biographes s’accordent à décrire « Bienvenida » comme un apoderado  « à poigne »  dont la sévérité affectueuse a fait de grands toreros d’au moins deux de ses enfants.

## Carrière
- Débuts en novillada piquée en 1902 à Madrid (Espagne, province de Cáceres).
- Débuts en novillada avec picadors à Lerma (Espagne, province de Burgos) le 8 septembre 1983 ; novillos de Don Salustiano Galache.
- Alternative à Saragosse le 14 octobre 1905  ; parrain El Algabeño, témoin Lagartijo ; taureaux de Benjumea.
- Confirmation d’alternative à Madrid le 14 mars 1906 ; parrain Lagartijo, taureaux de Miura.